# Serie de Ramanujan-Sato
En matemáticas, una serie de Ramanujan-Sato generaliza las fórmulas pi de Ramanujan tales como
{\displaystyle {\frac {1}{\pi }}={\frac {2{\sqrt {2}}}{99^{2}}}\sum _{k=0}^{\infty }{\frac {(4k)!}{k!^{4}}}{\frac {26390k+1103}{396^{4k}}}}
a la forma
{\displaystyle {\frac {1}{\pi }}=\sum _{k=0}^{\infty }s(k){\frac {Ak+B}{C^{k}}}}
mediante el uso de otras secuencias de enteros bien definidas {\displaystyle s(k)} obedeciendo una cierta relación de recurrencia, secuencias que pueden expresarse en términos de coeficientes binomiales {\displaystyle {\tbinom {n}{k}}} y {\displaystyle A,B,C} empleando formas modulares de niveles superiores.
Ramanujan hizo el enigmático comentario de que había "teorías correspondientes", pero solo mucho después H. H. Chan y S. Cooper han encontrado un enfoque general que utilizaba el subgrupo de congruencia modular subyacente {\displaystyle \Gamma _{0}(n)}, mientras que G. Almkvist ha encontrado experimentalmente numerosos otros ejemplos también con un método general que utiliza operadores diferenciales.
Los niveles 1-4A fueron dados por Ramanujan (1914), el nivel 5 por H. H. Chan y S. Cooper (2012), el 6A por Chan, Tanigawa, Yang y Zudilin, el 6B por Sato (2002}}, el 6C por H. Chan, S. Chan y Z. Liu (2004), el 6D por H. Chan y H. Verrill (2009), el nivel 7 por S. Cooper (2012), parte del nivel 8 por Almkvist y Guillera (2012), parte del nivel 10 por Y. Yang, y el resto por H. H. Chan y S. Cooper.
La notación jn(t) se deriva de Zagier y Tn se refiere a la serie relevante de McKay-Thompson.

## Nivel 1
Ramanujan dio ejemplos para los niveles del 1 al 4 en su artículo de 1917. Dado {\displaystyle q=e^{2\pi i\tau }} como en el resto de este artículo, sea
{\displaystyle {\begin{aligned}j(\tau )&={\Big (}{\tfrac {E_{4}(\tau )}{\eta ^{8}(\tau )}}{\Big )}^{3}={\tfrac {1}{q}}+744+196884q+21493760q^{2}+\dots \\j^{*}(\tau )&=432\,{\frac {{\sqrt {j(\tau )}}+{\sqrt {j(\tau )-1728}}}{{\sqrt {j(\tau )}}-{\sqrt {j(\tau )-1728}}}}={\tfrac {1}{q}}-120+10260q-901120q^{2}+\dots \end{aligned}}}
con la función jota j(t), la serie de Eisenstein E4 y la función eta de Dedekind ?(t). La primera expansión es la serie de McKay-Thompson de clase 1A (sucesión A007240 en OEIS) con a(0) = 744. Téngase en cuenta que, como notó por primera vez J. McKay, el coeficiente del término lineal de j(t) es casi igual a {\displaystyle 196883}, que es el grado de la representación irreducible no trivial más pequeña del grupo monstruo. Fenómenos similares se observarán en los otros niveles. Sea
{\displaystyle s_{1A}(k)={\tbinom {2k}{k}}{\tbinom {3k}{k}}{\tbinom {6k}{3k}}=1,120,83160,81681600,\dots } (sucesión A001421 en OEIS)
{\displaystyle s_{1B}(k)=\sum _{j=0}^{k}{\tbinom {2j}{j}}{\tbinom {3j}{j}}{\tbinom {6j}{3j}}{\tbinom {k+j}{k-j}}(-432)^{k-j}=1,-312,114264,-44196288,\dots }
Entonces las dos funciones y secuencias modulares están relacionadas por
{\displaystyle \sum _{k=0}^{\infty }s_{1A}(k)\,{\frac {1}{(j(\tau ))^{k+1/2}}}=\pm \sum _{k=0}^{\infty }s_{1B}(k)\,{\frac {1}{(j^{*}(\tau ))^{k+1/2}}}}
si la serie converge y el signo se elige apropiadamente, aunque cuadrar ambos lados elimina fácilmente la ambigüedad. Existen relaciones análogas para los niveles superiores.
Ejemplos:
{\displaystyle {\frac {1}{\pi }}=12\,{\boldsymbol {i}}\,\sum _{k=0}^{\infty }s_{1A}(k)\,{\frac {163\cdot 3344418k+13591409}{(-640320^{3})^{k+1/2}}},\quad j{\Big (}{\tfrac {1+{\sqrt {-163}}}{2}}{\Big )}=-640320^{3}}
{\displaystyle {\frac {1}{\pi }}=24\,{\boldsymbol {i}}\,\sum _{k=0}^{\infty }s_{1B}(k)\,{\frac {-3669+320{\sqrt {645}}\,(k+{\tfrac {1}{2}})}{{\big (}{-432}\,U_{645}^{3}{\big )}^{k+1/2}}},\quad j^{*}{\Big (}{\tfrac {1+{\sqrt {-43}}}{2}}{\Big )}=-432\,U_{645}^{3}=-432{\Big (}{\tfrac {127+5{\sqrt {645}}}{2}}{\Big )}^{3}}
y {\displaystyle U_{n}} es una unidad fundamental. El primero pertenece a una familia de fórmulas que fueron rigurosamente probadas por los hermanos Chudnovsky en 1989 y luego se usaron para calcular 10.000 millones de dígitos de p en 2011. La segunda fórmula, y las de niveles superiores, fueron establecidas por H. H. Chan y S. Cooper en 2012.

## Nivel 2
Usando la notación de Zagier para la función modular de nivel 2,
{\displaystyle {\begin{aligned}j_{2A}(\tau )&={\Big (}{\big (}{\tfrac {\eta (\tau )}{\eta (2\tau )}}{\big )}^{12}+2^{6}{\big (}{\tfrac {\eta (2\tau )}{\eta (\tau )}}{\big )}^{12}{\Big )}^{2}={\tfrac {1}{q}}+104+4372q+96256q^{2}+1240002q^{3}+\cdots \\j_{2B}(\tau )&={\big (}{\tfrac {\eta (\tau )}{\eta (2\tau )}}{\big )}^{24}={\tfrac {1}{q}}-24+276q-2048q^{2}+11202q^{3}-\cdots \end{aligned}}}
Téngase en cuenta que el coeficiente del término lineal de j2A(t) es uno más que {\displaystyle 4371}, que es el grado más pequeño > 1 de las representaciones irreducibles del grupo Baby Monster. Sea
{\displaystyle s_{2A}(k)={\tbinom {2k}{k}}{\tbinom {2k}{k}}{\tbinom {4k}{2k}}=1,24,2520,369600,63063000,\dots } (sucesión A008977 en OEIS)
{\displaystyle s_{2B}(k)=\sum _{j=0}^{k}{\tbinom {2j}{j}}{\tbinom {2j}{j}}{\tbinom {4j}{2j}}{\tbinom {k+j}{k-j}}(-64)^{k-j}=1,-40,2008,-109120,6173656,\dots }
Entonces
{\displaystyle \sum _{k=0}^{\infty }s_{2A}(k)\,{\frac {1}{(j_{2A}(\tau ))^{k+1/2}}}=\pm \sum _{k=0}^{\infty }s_{2B}(k)\,{\frac {1}{(j_{2B}(\tau ))^{k+1/2}}}}
si la serie converge y el signo se elige adecuadamente.
Ejemplos:
{\displaystyle {\frac {1}{\pi }}=32{\sqrt {2}}\,\sum _{k=0}^{\infty }s_{2A}(k)\,{\frac {58\cdot 455k+1103}{(396^{4})^{k+1/2}}},\quad j_{2A}{\Big (}{\tfrac {1}{2}}{\sqrt {-58}}{\Big )}=396^{4}}
{\displaystyle {\frac {1}{\pi }}=16{\sqrt {2}}\,\sum _{k=0}^{\infty }s_{2B}(k)\,{\frac {-24184+9801{\sqrt {29}}\,(k+{\tfrac {1}{2}})}{(64\,U_{29}^{12})^{k+1/2}}},\quad j_{2B}{\Big (}{\tfrac {1}{2}}{\sqrt {-58}}{\Big )}=64{\Big (}{\tfrac {5+{\sqrt {29}}}{2}}{\Big )}^{12}=64\,U_{29}^{12}}
La primera fórmula, encontrada por Ramanujan y mencionada al comienzo del artículo, pertenece a una familia probada por D. Bailey y los hermanos Borwein en un artículo de 1989.

## Nivel 3
Sea
{\displaystyle {\begin{aligned}j_{3A}(\tau )&={\Big (}{\big (}{\tfrac {\eta (\tau )}{\eta (3\tau )}}{\big )}^{6}+3^{3}{\big (}{\tfrac {\eta (3\tau )}{\eta (\tau )}}{\big )}^{6}{\Big )}^{2}={\tfrac {1}{q}}+42+783q+8672q^{2}+65367q^{3}+\dots \\j_{3B}(\tau )&={\big (}{\tfrac {\eta (\tau )}{\eta (3\tau )}}{\big )}^{12}={\tfrac {1}{q}}-12+54q-76q^{2}-243q^{3}+1188q^{4}+\dots \\\end{aligned}}}
donde {\displaystyle 782} es el grado más pequeño > 1 de las representaciones irreducibles del grupo de Fischer Fi23; y
{\displaystyle s_{3A}(k)={\tbinom {2k}{k}}{\tbinom {2k}{k}}{\tbinom {3k}{k}}=1,12,540,33600,2425500,\dots } (sucesión A184423 en OEIS)
{\displaystyle s_{3B}(k)=\sum _{j=0}^{k}{\tbinom {2j}{j}}{\tbinom {2j}{j}}{\tbinom {3j}{j}}{\tbinom {k+j}{k-j}}(-27)^{k-j}=1,-15,297,-6495,149481,\dots }
Ejemplos:
{\displaystyle {\frac {1}{\pi }}=2\,{\boldsymbol {i}}\,\sum _{k=0}^{\infty }s_{3A}(k)\,{\frac {267\cdot 53k+827}{(-300^{3})^{k+1/2}}},\quad j_{3A}{\Big (}{\tfrac {3+{\sqrt {-267}}}{6}}{\Big )}=-300^{3}}
{\displaystyle {\frac {1}{\pi }}={\boldsymbol {i}}\,\sum _{k=0}^{\infty }s_{3B}(k)\,{\frac {12497-3000{\sqrt {89}}\,(k+{\tfrac {1}{2}})}{(-27\,U_{89}^{2})^{k+1/2}}},\quad j_{3B}{\Big (}{\tfrac {3+{\sqrt {-267}}}{6}}{\Big )}=-27\,{\big (}500+53{\sqrt {89}}{\big )}^{2}=-27\,U_{89}^{2}}

## Nivel 4
Sean
{\displaystyle {\begin{aligned}j_{4A}(\tau )&={\Big (}{\big (}{\tfrac {\eta (\tau )}{\eta (4\tau )}}{\big )}^{4}+4^{2}{\big (}{\tfrac {\eta (4\tau )}{\eta (\tau )}}{\big )}^{4}{\Big )}^{2}={\Big (}{\tfrac {\eta ^{2}(2\tau )}{\eta (\tau )\,\eta (4\tau )}}{\Big )}^{24}=-{\Big (}{\tfrac {\eta ((2\tau +3)/2)}{\eta (2\tau +3)}}{\Big )}^{24}={\tfrac {1}{q}}+24+276q+2048q^{2}+11202q^{3}+\dots \\j_{4C}(\tau )&={\big (}{\tfrac {\eta (\tau )}{\eta (4\tau )}}{\big )}^{8}={\tfrac {1}{q}}-8+20q-62q^{3}+216q^{5}-641q^{7}+\dots \\\end{aligned}}}
donde el primero es la potencia 24 de la función modular de Weber {\displaystyle {\mathfrak {f}}(\tau )} . Y además
{\displaystyle s_{4A}(k)={\tbinom {2k}{k}}^{3}=1,8,216,8000,343000,\dots } (sucesión A002897 en OEIS)
{\displaystyle s_{4C}(k)=\sum _{j=0}^{k}{\tbinom {2j}{j}}^{3}{\tbinom {k+j}{k-j}}(-16)^{k-j}=(-1)^{k}\sum _{j=0}^{k}{\tbinom {2j}{j}}^{2}{\tbinom {2k-2j}{k-j}}^{2}=1,-8,88,-1088,14296,\dots } (sucesión A036917 en OEIS)
Ejemplos:
{\displaystyle {\frac {1}{\pi }}=8\,{\boldsymbol {i}}\,\sum _{k=0}^{\infty }s_{4A}(k)\,{\frac {6k+1}{(-2^{9})^{k+1/2}}},\quad j_{4A}{\Big (}{\tfrac {1+{\sqrt {-4}}}{2}}{\Big )}=-2^{9}}
{\displaystyle {\frac {1}{\pi }}=16\,{\boldsymbol {i}}\,\sum _{k=0}^{\infty }s_{4C}(k)\,{\frac {1-2{\sqrt {2}}\,(k+{\tfrac {1}{2}})}{(-16\,U_{2}^{4})^{k+1/2}}},\quad j_{4C}{\Big (}{\tfrac {1+{\sqrt {-4}}}{2}}{\Big )}=-16\,{\big (}1+{\sqrt {2}}{\big )}^{4}=-16\,U_{2}^{4}}

## Nivel 5
{\displaystyle {\begin{aligned}j_{5A}(\tau )&={\big (}{\tfrac {\eta (\tau )}{\eta (5\tau )}}{\big )}^{6}+5^{3}{\big (}{\tfrac {\eta (5\tau )}{\eta (\tau )}}{\big )}^{6}+22={\tfrac {1}{q}}+16+134q+760q^{2}+3345q^{3}+\dots \\j_{5B}(\tau )&={\big (}{\tfrac {\eta (\tau )}{\eta (5\tau )}}{\big )}^{6}={\tfrac {1}{q}}-6+9q+10q^{2}-30q^{3}+6q^{4}+\dots \end{aligned}}}
y,
{\displaystyle s_{5A}(k)={\tbinom {2k}{k}}\sum _{j=0}^{k}{\tbinom {k}{j}}^{2}{\tbinom {k+j}{j}}=1,6,114,2940,87570,\dots }
{\displaystyle s_{5B}(k)=\sum _{j=0}^{k}(-1)^{j+k}{\tbinom {k}{j}}^{3}{\tbinom {4k-5j}{3k}}=1,-5,35,-275,2275,-19255,\dots } (sucesión A229111 en OEIS)
donde el primero es el producto de los coeficientes binomiales centrales y los números de Apéry (sucesión A005258 en OEIS)
Ejemplos:
{\displaystyle {\frac {1}{\pi }}={\frac {5}{9}}\,{\boldsymbol {i}}\,\sum _{k=0}^{\infty }s_{5A}(k)\,{\frac {682k+71}{(-15228)^{k+1/2}}},\quad j_{5A}{\Big (}{\tfrac {5+{\sqrt {-5(47)}}}{10}}{\Big )}=-15228=-(18{\sqrt {47}})^{2}}
{\displaystyle {\frac {1}{\pi }}={\frac {6}{\sqrt {5}}}\,{\boldsymbol {i}}\,\sum _{k=0}^{\infty }s_{5B}(k)\,{\frac {25{\sqrt {5}}-141(k+{\tfrac {1}{2}})}{(-5{\sqrt {5}}\,U_{5}^{15})^{k+1/2}}},\quad j_{5B}{\Big (}{\tfrac {5+{\sqrt {-5(47)}}}{10}}{\Big )}=-5{\sqrt {5}}\,{\big (}{\tfrac {1+{\sqrt {5}}}{2}}{\big )}^{15}=-5{\sqrt {5}}\,U_{5}^{15}}

## Nivel 6

### Funciones modulares
En 2002, Sato estableció los primeros resultados para el nivel > 4. Involucró los números de Apéry que se usaron por primera vez para establecer la irracionalidad de {\displaystyle \zeta (3)}. Primero, defínase
{\displaystyle {\begin{aligned}j_{6A}(\tau )&=j_{6B}(\tau )+{\tfrac {1}{j_{6B}(\tau )}}-2=j_{6C}(\tau )+{\tfrac {64}{j_{6C}(\tau )}}+16=j_{6D}(\tau )+{\tfrac {81}{j_{6D}(\tau )}}+14={\tfrac {1}{q}}+10+79q+352q^{2}+\dots \end{aligned}}}
{\displaystyle {\begin{aligned}j_{6B}(\tau )&={\Big (}{\tfrac {\eta (2\tau )\eta (3\tau )}{\eta (\tau )\eta (6\tau )}}{\Big )}^{12}={\tfrac {1}{q}}+12+78q+364q^{2}+1365q^{3}+\dots \end{aligned}}}
{\displaystyle {\begin{aligned}j_{6C}(\tau )&={\Big (}{\tfrac {\eta (\tau )\eta (3\tau )}{\eta (2\tau )\eta (6\tau )}}{\Big )}^{6}={\tfrac {1}{q}}-6+15q-32q^{2}+87q^{3}-192q^{4}+\dots \end{aligned}}}
{\displaystyle {\begin{aligned}j_{6D}(\tau )&={\Big (}{\tfrac {\eta (\tau )\eta (2\tau )}{\eta (3\tau )\eta (6\tau )}}{\Big )}^{4}={\tfrac {1}{q}}-4-2q+28q^{2}-27q^{3}-52q^{4}+\dots \end{aligned}}}
{\displaystyle {\begin{aligned}j_{6E}(\tau )&={\Big (}{\tfrac {\eta (2\tau )\eta ^{3}(3\tau )}{\eta (\tau )\eta ^{3}(6\tau )}}{\Big )}^{3}={\tfrac {1}{q}}+3+6q+4q^{2}-3q^{3}-12q^{4}+\dots \end{aligned}}}
J. Conway y S. Norton demostraron que existen relaciones lineales entre la serie McKay-Thompson Tn, una de las cuales era
{\displaystyle T_{6A}-T_{6B}-T_{6C}-T_{6D}+2T_{6E}=0}
o usando los cocientes eta anteriores jn,
{\displaystyle j_{6A}-j_{6B}-j_{6C}-j_{6D}+2j_{6E}=22}

### Secuencias a
Para la función modular j6A, se puede asociar con tres secuencias diferentes (una situación similar ocurre para la función de nivel 10j10A). Sea
{\displaystyle \alpha _{1}(k)={\tbinom {2k}{k}}\sum _{j=0}^{k}{\tbinom {k}{j}}^{3}=1,4,60,1120,24220,\dots } (sucesión A181418 en OEIS), etiquetada como s6 en el artículo de Cooper)
{\displaystyle \alpha _{2}(k)={\tbinom {2k}{k}}\sum _{j=0}^{k}{\tbinom {k}{j}}\sum _{m=0}^{j}{\tbinom {j}{m}}^{3}={\tbinom {2k}{k}}\sum _{j=0}^{k}{\tbinom {k}{j}}^{2}{\tbinom {2j}{j}}=1,6,90,1860,44730,\dots } (sucesión A002896 en OEIS)
{\displaystyle \alpha _{3}(k)={\tbinom {2k}{k}}\sum _{j=0}^{k}{\tbinom {k}{j}}(-8)^{k-j}\sum _{m=0}^{j}{\tbinom {j}{m}}^{3}=1,-12,252,-6240,167580,-4726512,\dots }
Las tres secuencias involucran el producto de los coeficientes binomiales centrales. {\displaystyle c(k)={\tbinom {2k}{k}}} con: primero, los números de Franel {\displaystyle \sum _{j=0}^{k}{\tbinom {k}{j}}^{3}} ; 2°, (sucesión A002893 en OEIS), y 3º, (-1)^k (sucesión A093388 en OEIS). Téngase en cuenta que la segunda secuencia, a2(k) es también el número de polígonos de 2n pasos en una red cúbica. Sus complementos
{\displaystyle \alpha '_{2}(k)={\tbinom {2k}{k}}\sum _{j=0}^{k}{\tbinom {k}{j}}(-1)^{k-j}\sum _{m=0}^{j}{\tbinom {j}{m}}^{3}=1,2,42,620,12250,\dots }
{\displaystyle \alpha '_{3}(k)={\tbinom {2k}{k}}\sum _{j=0}^{k}{\tbinom {k}{j}}(8)^{k-j}\sum _{m=0}^{j}{\tbinom {j}{m}}^{3}=1,20,636,23840,991900,\dots }
También hay secuencias asociadas, a saber, los números de Apéry,
{\displaystyle s_{6B}(k)=\sum _{j=0}^{k}{\tbinom {k}{j}}^{2}{\tbinom {k+j}{j}}^{2}=1,5,73,1445,33001,\dots } (sucesión A005259 en OEIS)
los números de Domb (sin signo) o el número de polígonos de 2n pasos en una retícula en diamante,
{\displaystyle s_{6C}(k)=(-1)^{k}\sum _{j=0}^{k}{\tbinom {k}{j}}^{2}{\tbinom {2(k-j)}{k-j}}{\tbinom {2j}{j}}=1,-4,28,-256,2716,\dots } (sucesión A002895 en OEIS)
y los números de Almkvist-Zudilin,
{\displaystyle s_{6D}(k)=\sum _{j=0}^{k}(-1)^{k-j}\,3^{k-3j}\,{\tfrac {(3j)!}{j!^{3}}}{\tbinom {k}{3j}}{\tbinom {k+j}{j}}=1,-3,9,-3,-279,2997,\dots } (sucesión A125143 en OEIS)
donde {\displaystyle {\tfrac {(3j)!}{j!^{3}}}={\tbinom {2j}{j}}{\tbinom {3j}{j}}}.

### Identidades
Las funciones modulares pueden relacionarse como
{\displaystyle P=\sum _{k=0}^{\infty }\alpha _{1}(k)\,{\frac {1}{{\big (}j_{6A}(\tau ){\big )}^{k+1/2}}}=\sum _{k=0}^{\infty }\alpha _{2}(k)\,{\frac {1}{{\big (}j_{6A}(\tau )+4{\big )}^{k+1/2}}}=\sum _{k=0}^{\infty }\alpha _{3}(k)\,{\frac {1}{{\big (}j_{6A}(\tau )-32{\big )}^{k+1/2}}}}
{\displaystyle Q=\sum _{k=0}^{\infty }s_{6B}(k)\,{\frac {1}{{\big (}j_{6B}(\tau ){\big )}^{k+1/2}}}=\sum _{k=0}^{\infty }s_{6C}(k)\,{\frac {1}{{\big (}j_{6C}(\tau ){\big )}^{k+1/2}}}=\sum _{k=0}^{\infty }s_{6D}(k)\,{\frac {1}{{\big (}j_{6D}(\tau ){\big )}^{k+1/2}}}}
si la serie converge y el signo se elige adecuadamente. También se puede observar que
{\displaystyle P=Q=\sum _{k=0}^{\infty }\alpha '_{2}(k)\,{\frac {1}{{\big (}j_{6A}(\tau )-4{\big )}^{k+1/2}}}=\sum _{k=0}^{\infty }\alpha '_{3}(k)\,{\frac {1}{{\big (}j_{6A}(\tau )+32{\big )}^{k+1/2}}}}
lo que implica que
{\displaystyle \sum _{k=0}^{\infty }\alpha _{2}(k)\,{\frac {1}{{\big (}j_{6A}(\tau )+4{\big )}^{k+1/2}}}=\sum _{k=0}^{\infty }\alpha '_{2}(k)\,{\frac {1}{{\big (}j_{6A}(\tau )-4{\big )}^{k+1/2}}}}
y de manera similar usando a3 y a'3.

### Ejemplos
Se puede usar un valor para j6A de tres maneras. Por ejemplo, comenzando con
{\displaystyle \Delta =j_{6A}{\Big (}{\sqrt {\tfrac {-17}{6}}}{\Big )}=198^{2}-4=(140{\sqrt {2}})^{2}}
y observando que {\displaystyle 3\times 17=51}, entonces
{\displaystyle {\begin{aligned}{\frac {1}{\pi }}&={\frac {24{\sqrt {3}}}{35}}\,\sum _{k=0}^{\infty }\alpha _{1}(k)\,{\frac {51\cdot 11k+53}{(\Delta )^{k+1/2}}}\\{\frac {1}{\pi }}&={\frac {4{\sqrt {3}}}{99}}\,\sum _{k=0}^{\infty }\alpha _{2}(k)\,{\frac {17\cdot 560k+899}{(\Delta +4)^{k+1/2}}}\\{\frac {1}{\pi }}&={\frac {\sqrt {3}}{2}}\,\sum _{k=0}^{\infty }\alpha _{3}(k)\,{\frac {770k+73}{(\Delta -32)^{k+1/2}}}\\\end{aligned}}}
tanto como
{\displaystyle {\begin{aligned}{\frac {1}{\pi }}&={\frac {12{\sqrt {3}}}{9799}}\,\sum _{k=0}^{\infty }\alpha '_{2}(k)\,{\frac {11\cdot 51\cdot 560k+29693}{(\Delta -4)^{k+1/2}}}\\{\frac {1}{\pi }}&={\frac {6{\sqrt {3}}}{613}}\,\sum _{k=0}^{\infty }\alpha '_{3}(k)\,{\frac {51\cdot 770k+3697}{(\Delta +32)^{k+1/2}}}\\\end{aligned}}}
aunque las fórmulas que usan los complementos aparentemente todavía no tienen una prueba rigurosa. Para las otras funciones modulares
{\displaystyle {\frac {1}{\pi }}=8{\sqrt {15}}\,\sum _{k=0}^{\infty }s_{6B}(k)\,{\Big (}{\tfrac {1}{2}}-{\tfrac {3{\sqrt {5}}}{20}}+k{\Big )}{\Big (}{\frac {1}{\phi ^{12}}}{\Big )}^{k+1/2},\quad j_{6B}{\Big (}{\sqrt {\tfrac {-5}{6}}}{\Big )}={\Big (}{\tfrac {1+{\sqrt {5}}}{2}}{\Big )}^{12}=\phi ^{12}}
{\displaystyle {\frac {1}{\pi }}={\frac {1}{2}}\,\sum _{k=0}^{\infty }s_{6C}(k)\,{\frac {3k+1}{32^{k}}},\quad j_{6C}{\Big (}{\sqrt {\tfrac {-1}{3}}}{\Big )}=32}
{\displaystyle {\frac {1}{\pi }}=2{\sqrt {3}}\,\sum _{k=0}^{\infty }s_{6D}(k)\,{\frac {4k+1}{81^{k+1/2}}},\quad j_{6D}{\Big (}{\sqrt {\tfrac {-1}{2}}}{\Big )}=81}

## Nivel 7
Sea
{\displaystyle s_{7A}(k)=\sum _{j=0}^{k}{\tbinom {k}{j}}^{2}{\tbinom {2j}{k}}{\tbinom {k+j}{j}}=1,4,48,760,13840,\dots } (sucesión A183204 en OEIS)
y
{\displaystyle {\begin{aligned}j_{7A}(\tau )&={\Big (}{\big (}{\tfrac {\eta (\tau )}{\eta (7\tau )}}{\big )}^{2}+7{\big (}{\tfrac {\eta (7\tau )}{\eta (\tau )}}{\big )}^{2}{\Big )}^{2}={\tfrac {1}{q}}+10+51q+204q^{2}+681q^{3}+\dots \\j_{7B}(\tau )&={\big (}{\tfrac {\eta (\tau )}{\eta (7\tau )}}{\big )}^{4}={\tfrac {1}{q}}-4+2q+8q^{2}-5q^{3}-4q^{4}-10q^{5}+\dots \end{aligned}}}
Ejemplo:
{\displaystyle {\frac {1}{\pi }}={\frac {\sqrt {7}}{22^{3}}}\,\sum _{k=0}^{\infty }s_{7A}(k)\,{\frac {11895k+1286}{(-22^{3})^{k}}},\quad j_{7A}{\Big (}{\tfrac {7+{\sqrt {-427}}}{14}}{\Big )}=-22^{3}+1=-(39{\sqrt {7}})^{2}}
Aún no se ha encontrado ninguna fórmula pi usando j7B.

## Nivel 8
Sean
{\displaystyle {\begin{aligned}j_{4B}(\tau )&={\big (}j_{2A}(2\tau ){\big )}^{1/2}={\tfrac {1}{q}}+52q+834q^{3}+4760q^{5}+24703q^{7}+\dots \\&={\Big (}{\big (}{\tfrac {\eta (\tau )\,\eta ^{2}(4\tau )}{\eta ^{2}(2\tau )\,\eta (8\tau )}}{\big )}^{4}+4{\big (}{\tfrac {\eta ^{2}(2\tau )\,\eta (8\tau )}{\eta (\tau )\,\eta ^{2}(4\tau )}}{\big )}^{4}{\Big )}^{2}={\Big (}{\big (}{\tfrac {\eta (2\tau )\,\eta (4\tau )}{\eta (\tau )\,\eta (8\tau )}}{\big )}^{4}-4{\big (}{\tfrac {\eta (\tau )\,\eta (8\tau )}{\eta (2\tau )\,\eta (4\tau )}}{\big )}^{4}{\Big )}^{2}\\j_{8A'}(\tau )&={\big (}{\tfrac {\eta (\tau )\,\eta ^{2}(4\tau )}{\eta ^{2}(2\tau )\,\eta (8\tau )}}{\big )}^{8}={\tfrac {1}{q}}-8+36q-128q^{2}+386q^{3}-1024q^{4}+\dots \\j_{8A}(\tau )&={\big (}{\tfrac {\eta (2\tau )\,\eta (4\tau )}{\eta (\tau )\,\eta (8\tau )}}{\big )}^{8}={\tfrac {1}{q}}+8+36q+128q^{2}+386q^{3}+1024q^{4}+\dots \\j_{8B}(\tau )&={\big (}j_{4A}(2\tau ){\big )}^{1/2}={\big (}{\tfrac {\eta ^{2}(4\tau )}{\eta (2\tau )\,\eta (8\tau )}}{\big )}^{12}={\tfrac {1}{q}}+12q+66q^{3}+232q^{5}+639q^{7}+\dots \end{aligned}}}
La expansión de la primera es la serie de McKay-Thompson de la clase 4B (y es la raíz cuadrada de otra función). La cuarta también es la raíz cuadrada de otra función. Sea
{\displaystyle s_{4B}(k)={\tbinom {2k}{k}}\sum _{j=0}^{k}4^{k-2j}{\tbinom {k}{2j}}{\tbinom {2j}{j}}^{2}={\tbinom {2k}{k}}\sum _{j=0}^{k}{\tbinom {k}{j}}{\tbinom {2k-2j}{k-j}}{\tbinom {2j}{j}}=1,8,120,2240,47320,\dots }
{\displaystyle s_{8A'}(k)=(-1)^{k}\sum _{j=0}^{k}{\tbinom {k}{j}}^{2}{\tbinom {2j}{k}}^{2}=1,-4,40,-544,8536,\dots }
{\displaystyle s_{8B}(k)=\sum _{j=0}^{k}{\tbinom {2j}{j}}^{3}{\tbinom {2k-4j}{k-2j}}=1,2,14,36,334,\dots }
donde el primero es el producto del coeficiente binomial central y una secuencia relacionada con una media aritmético-geométrica (sucesión A081085 en OEIS),
Ejemplos:
{\displaystyle {\frac {1}{\pi }}={\frac {2{\sqrt {2}}}{13}}\,\sum _{k=0}^{\infty }s_{4B}(k)\,{\frac {70\cdot 99\,k+579}{(16+396^{2})^{k+1/2}}},\qquad j_{4B}{\Big (}{\tfrac {1}{4}}{\sqrt {-58}}{\Big )}=396^{2}}
{\displaystyle {\frac {1}{\pi }}={\frac {\sqrt {-2}}{70}}\,\sum _{k=0}^{\infty }s_{4B}(k)\,{\frac {58\cdot 13\cdot 99\,k+6243}{(16-396^{2})^{k+1/2}}}}
{\displaystyle {\frac {1}{\pi }}=2{\sqrt {2}}\,\sum _{k=0}^{\infty }s_{8A'}(k)\,{\frac {-222+377{\sqrt {2}}\,(k+{\tfrac {1}{2}})}{{\big (}4(1+{\sqrt {2}})^{12}{\big )}^{k+1/2}}},\qquad j_{8A'}{\Big (}{\tfrac {1}{4}}{\sqrt {-58}}{\Big )}=4(1+{\sqrt {2}})^{12},\quad j_{8A}{\Big (}{\tfrac {1}{4}}{\sqrt {-58}}{\Big )}=4(99+13{\sqrt {58}})^{2}=4U_{58}^{2}}
{\displaystyle {\frac {1}{\pi }}={\frac {\sqrt {3/5}}{16}}\,\sum _{k=0}^{\infty }s_{8B}(k)\,{\frac {210k+43}{(64)^{k+1/2}}},\qquad j_{4B}{\Big (}{\tfrac {1}{4}}{\sqrt {-7}}{\Big )}=64}
aunque todavía no se conoce la fórmula pi usando j8A(t).

## Nivel 9
Sea
{\displaystyle {\begin{aligned}j_{3C}(\tau )&={\big (}j(3\tau ))^{1/3}=-6+{\big (}{\tfrac {\eta ^{2}(3\tau )}{\eta (\tau )\,\eta (9\tau )}}{\big )}^{6}-27{\big (}{\tfrac {\eta (\tau )\,\eta (9\tau )}{\eta ^{2}(3\tau )}}{\big )}^{6}={\tfrac {1}{q}}+248q^{2}+4124q^{5}+34752q^{8}+\dots \\j_{9A}(\tau )&={\big (}{\tfrac {\eta ^{2}(3\tau )}{\eta (\tau )\,\eta (9\tau )}}{\big )}^{6}={\tfrac {1}{q}}+6+27q+86q^{2}+243q^{3}+594q^{4}+\dots \\\end{aligned}}}
La expansión de la primera es la serie de McKay- Thompson de la clase 3C (relacionada con la raíz cúbica de la función j), mientras que la segunda es la de la clase 9A. Sea
{\displaystyle s_{3C}(k)={\tbinom {2k}{k}}\sum _{j=0}^{k}(-3)^{k-3j}{\tbinom {k}{j}}{\tbinom {k-j}{j}}{\tbinom {k-2j}{j}}={\tbinom {2k}{k}}\sum _{j=0}^{k}(-3)^{k-3j}{\tbinom {k}{3j}}{\tbinom {2j}{j}}{\tbinom {3j}{j}}=1,-6,54,-420,630,\dots }
{\displaystyle s_{9A}(k)=\sum _{j=0}^{k}{\tbinom {k}{j}}^{2}\sum _{m=0}^{j}{\tbinom {k}{m}}{\tbinom {j}{m}}{\tbinom {j+m}{k}}=1,3,27,309,4059,\dots }
donde el primero es el producto de los coeficientes binomiales centrales y (sucesión A006077 en OEIS) (aunque con diferentes signos).
Ejemplos:
{\displaystyle {\frac {1}{\pi }}={\frac {-{\boldsymbol {i}}}{9}}\sum _{k=0}^{\infty }s_{3C}(k)\,{\frac {602k+85}{(-960-12)^{k+1/2}}},\quad j_{3C}{\Big (}{\tfrac {3+{\sqrt {-43}}}{6}}{\Big )}=-960}
{\displaystyle {\frac {1}{\pi }}=6\,{\boldsymbol {i}}\,\sum _{k=0}^{\infty }s_{9A}(k)\,{\frac {4-{\sqrt {129}}\,(k+{\tfrac {1}{2}})}{{\big (}-3{\sqrt {3U_{129}}}{\big )}^{k+1/2}}},\quad j_{9A}{\Big (}{\tfrac {3+{\sqrt {-43}}}{6}}{\Big )}=-3{\sqrt {3}}{\big (}53{\sqrt {3}}+14{\sqrt {43}}{\big )}=-3{\sqrt {3U_{129}}}}

## Nivel 10

### Funciones modulares
Sea
{\displaystyle {\begin{aligned}j_{10A}(\tau )&=j_{10B}(\tau )+{\tfrac {16}{j_{10B}(\tau )}}+8=j_{10C}(\tau )+{\tfrac {25}{j_{10C}(\tau )}}+6=j_{10D}(\tau )+{\tfrac {1}{j_{10D}(\tau )}}-2={\tfrac {1}{q}}+4+22q+56q^{2}+\dots \end{aligned}}}
{\displaystyle {\begin{aligned}j_{10B}(\tau )&={\Big (}{\tfrac {\eta (\tau )\eta (5\tau )}{\eta (2\tau )\eta (10\tau )}}{\Big )}^{4}={\tfrac {1}{q}}-4+6q-8q^{2}+17q^{3}-32q^{4}+\dots \end{aligned}}}
{\displaystyle {\begin{aligned}j_{10C}(\tau )&={\Big (}{\tfrac {\eta (\tau )\eta (2\tau )}{\eta (5\tau )\eta (10\tau )}}{\Big )}^{2}={\tfrac {1}{q}}-2-3q+6q^{2}+2q^{3}+2q^{4}+\dots \end{aligned}}}
{\displaystyle {\begin{aligned}j_{10D}(\tau )&={\Big (}{\tfrac {\eta (2\tau )\eta (5\tau )}{\eta (\tau )\eta (10\tau )}}{\Big )}^{6}={\tfrac {1}{q}}+6+21q+62q^{2}+162q^{3}+\dots \end{aligned}}}
{\displaystyle {\begin{aligned}j_{10E}(\tau )&={\Big (}{\tfrac {\eta (2\tau )\eta ^{5}(5\tau )}{\eta (\tau )\eta ^{5}(10\tau )}}{\Big )}={\tfrac {1}{q}}+1+q+2q^{2}+2q^{3}-2q^{4}+\dots \end{aligned}}}
Al igual que el nivel 6, también existen relaciones lineales, como
{\displaystyle T_{10A}-T_{10B}-T_{10C}-T_{10D}+2T_{10E}=0}
o usando los cocientes eta anteriores jn,
{\displaystyle j_{10A}-j_{10B}-j_{10C}-j_{10D}+2j_{10E}=6}

### Secuencias ß
Sea
{\displaystyle \beta _{1}(k)=\sum _{j=0}^{k}{\tbinom {k}{j}}^{4}=1,2,18,164,1810,\dots } (sucesión A005260 en OEIS), etiquetado como s10 en el artículo de Cooper)
{\displaystyle \beta _{2}(k)={\tbinom {2k}{k}}\sum _{j=0}^{k}{\tbinom {2j}{j}}^{-1}{\tbinom {k}{j}}\sum _{m=0}^{j}{\tbinom {j}{m}}^{4}=1,4,36,424,5716,\dots }
{\displaystyle \beta _{3}(k)={\tbinom {2k}{k}}\sum _{j=0}^{k}{\tbinom {2j}{j}}^{-1}{\tbinom {k}{j}}(-4)^{k-j}\sum _{m=0}^{j}{\tbinom {j}{m}}^{4}=1,-6,66,-876,12786,\dots }
sus complementos
{\displaystyle \beta _{2}'(k)={\tbinom {2k}{k}}\sum _{j=0}^{k}{\tbinom {2j}{j}}^{-1}{\tbinom {k}{j}}(-1)^{k-j}\sum _{m=0}^{j}{\tbinom {j}{m}}^{4}=1,0,12,24,564,2784,\dots }
{\displaystyle \beta _{3}'(k)={\tbinom {2k}{k}}\sum _{j=0}^{k}{\tbinom {2j}{j}}^{-1}{\tbinom {k}{j}}(4)^{k-j}\sum _{m=0}^{j}{\tbinom {j}{m}}^{4}=1,10,162,3124,66994,\dots }
y,
{\displaystyle s_{10B}(k)=1,-2,10,-68,514,-4100,33940,\dots }
{\displaystyle s_{10C}(k)=1,-1,1,-1,1,23,-263,1343,-2303,\dots }
{\displaystyle s_{10D}(k)=1,3,25,267,3249,42795,594145,\dots }
aunque aún no se conocen formas cerradas para las últimas tres secuencias.

### Identidades
Las funciones modulares se pueden relacionar como
{\displaystyle U=\sum _{k=0}^{\infty }\beta _{1}(k)\,{\frac {1}{(j_{10A}(\tau ))^{k+1/2}}}=\sum _{k=0}^{\infty }\beta _{2}(k)\,{\frac {1}{(j_{10A}(\tau )+4)^{k+1/2}}}=\sum _{k=0}^{\infty }\beta _{3}(k)\,{\frac {1}{(j_{10A}(\tau )-16)^{k+1/2}}}}
{\displaystyle V=\sum _{k=0}^{\infty }s_{10B}(k)\,{\frac {1}{(j_{10B}(\tau ))^{k+1/2}}}=\sum _{k=0}^{\infty }s_{10C}(k)\,{\frac {1}{(j_{10C}(\tau ))^{k+1/2}}}=\sum _{k=0}^{\infty }s_{10D}(k)\,{\frac {1}{(j_{10D}(\tau ))^{k+1/2}}}}
si la serie converge. De hecho, también se puede observar que
{\displaystyle U=V=\sum _{k=0}^{\infty }\beta _{2}'(k)\,{\frac {1}{(j_{10A}(\tau )-4)^{k+1/2}}}=\sum _{k=0}^{\infty }\beta _{3}'(k)\,{\frac {1}{(j_{10A}(\tau )+16)^{k+1/2}}}}
Dado que el exponente tiene una parte fraccional, el signo de la raíz cuadrada debe elegirse adecuadamente, aunque es un problema más sencillo cuando jn es positivo.

### Ejemplos
Al igual que el nivel 6, la función de nivel 10 j10A se puede utilizar de tres maneras. Empezando con
{\displaystyle j_{10A}{\Big (}{\sqrt {\tfrac {-19}{10}}}{\Big )}=76^{2}}
y observando que {\displaystyle 5\times 19=95}, entonces
{\displaystyle {\begin{aligned}{\frac {1}{\pi }}&={\frac {5}{\sqrt {95}}}\,\sum _{k=0}^{\infty }\beta _{1}(k)\,{\frac {408k+47}{(76^{2})^{k+1/2}}}\\{\frac {1}{\pi }}&={\frac {1}{17{\sqrt {95}}}}\,\sum _{k=0}^{\infty }\beta _{2}(k)\,{\frac {19\cdot 1824k+3983}{(76^{2}+4)^{k+1/2}}}\\{\frac {1}{\pi }}&={\frac {1}{6{\sqrt {95}}}}\,\,\sum _{k=0}^{\infty }\beta _{3}(k)\,\,{\frac {19\cdot 646k+1427}{(76^{2}-16)^{k+1/2}}}\\\end{aligned}}}
tanto como
{\displaystyle {\begin{aligned}{\frac {1}{\pi }}&={\frac {5}{481{\sqrt {95}}}}\,\sum _{k=0}^{\infty }\beta _{2}'(k)\,{\frac {19\cdot 10336k+22675}{(76^{2}-4)^{k+1/2}}}\\{\frac {1}{\pi }}&={\frac {5}{181{\sqrt {95}}}}\,\sum _{k=0}^{\infty }\beta _{3}'(k)\,{\frac {19\cdot 3876k+8405}{(76^{2}+16)^{k+1/2}}}\end{aligned}}}
aunque los que usan los complementos aún no tienen una prueba rigurosa. Una fórmula conjeturada que usa una de las últimas tres secuencias, es
{\displaystyle {\frac {1}{\pi }}={\frac {\boldsymbol {i}}{\sqrt {5}}}\,\sum _{k=0}^{\infty }s_{10C}(k){\frac {10k+3}{(-5^{2})^{k+1/2}}},\quad j_{10C}{\Big (}{\tfrac {1+\,{\boldsymbol {i}}}{2}}{\Big )}=-5^{2}}
lo que implica que podría haber ejemplos para todas las secuencias de nivel 10.

## Nivel 11
Sea la serie de McKay-Thompson de la clase 11A
{\displaystyle j_{11A}(\tau )=(1+3F)^{3}+({\tfrac {1}{\sqrt {F}}}+3{\sqrt {F}})^{2}={\tfrac {1}{q}}+6+17q+46q^{2}+116q^{3}+\dots }
donde
{\displaystyle F={\tfrac {\eta (3\tau )\,\eta (33\tau )}{\eta (\tau )\,\eta (11\tau )}}}
y
{\displaystyle s_{11A}(k)=1,\,4,\,28,\,268,\,3004,\,36784,\,476476,\dots }
Aún no se conoce una forma cerrada en términos de coeficientes binomiales para la secuencia, pero obedece a la relación de recurrencia
{\displaystyle (k+1)^{3}s_{k+1}=2(2k+1)(5k^{2}+5k+2)s_{k}\,-\,8k(7k^{2}+1)s_{k-1}\,+\,22k(k-1)(2k-1)s_{k-2}}
con condiciones iniciales s(0) = 1, s(1) = 4.
Ejemplo:
{\displaystyle {\frac {1}{\pi }}={\frac {\boldsymbol {i}}{22}}\sum _{k=0}^{\infty }s_{11A}(k)\,{\frac {221k+67}{(-44)^{k+1/2}}},\quad j_{11A}{\Big (}{\tfrac {1+{\sqrt {-17/11}}}{2}}{\Big )}=-44}

## Niveles más altos
Como señaló Cooper, hay secuencias análogas para ciertos niveles superiores.

## Series similares
R. Steiner encontró ejemplos usando los números de Catalan {\displaystyle C_{k}}
{\displaystyle {\frac {1}{\pi }}=\sum _{k=0}^{\infty }{(2C_{k-n})}^{2}{\frac {(4z)k+(2^{4(n-2)+2}-(4n-3)z)}{2^{4k}}}\quad (z\in \mathbb {Z} ,n\geq 2,n\in \mathbb {N} )}
para los que existe una forma modular con un segundo periódico para k {\displaystyle k={\frac {1}{16}}((-20-12{\boldsymbol {i}})+16n),k={\frac {1}{16}}((-20+12{\boldsymbol {i}})+16n)} Otras series similares son
{\displaystyle {\frac {1}{\pi }}=\sum _{k=0}^{\infty }{(2C_{k-2})}^{2}{\frac {3k+{\frac {1}{4}}}{2^{4k}}}}
{\displaystyle {\frac {1}{\pi }}=\sum _{k=0}^{\infty }{(2C_{k-1})}^{2}{\frac {(4z+1)k-z}{2^{4k}}}(z\in \mathbb {Z} )}
{\displaystyle {\frac {1}{\pi }}=\sum _{k=0}^{\infty }{(2C_{k-1})}^{2}{\frac {-1k+{\frac {1}{2}}}{2^{4k}}}}
{\displaystyle {\frac {1}{\pi }}=\sum _{k=0}^{\infty }{(2C_{k-1})}^{2}{\frac {0k+{\frac {1}{4}}}{2^{4k}}}}
{\displaystyle {\frac {1}{\pi }}=\sum _{k=0}^{\infty }{(2C_{k-1})}^{2}{\frac {{\frac {k}{5}}+{\frac {1}{5}}}{2^{4k}}}}
{\displaystyle {\frac {1}{\pi }}=\sum _{k=0}^{\infty }{(2C_{k-1})}^{2}{\frac {{\frac {k}{3}}+{\frac {1}{6}}}{2^{4k}}}}
{\displaystyle {\frac {1}{\pi }}=\sum _{k=0}^{\infty }{(2C_{k-1})}^{2}{\frac {{\frac {k}{2}}+{\frac {1}{8}}}{2^{4k}}}}
{\displaystyle {\frac {1}{\pi }}=\sum _{k=0}^{\infty }{(2C_{k-1})}^{2}{\frac {2k-{\frac {1}{4}}}{2^{4k}}}}
{\displaystyle {\frac {1}{\pi }}=\sum _{k=0}^{\infty }{(2C_{k-1})}^{2}{\frac {3k-{\frac {1}{2}}}{2^{4k}}}}
{\displaystyle {\frac {1}{\pi }}=\sum _{k=0}^{\infty }{(2C_{k})}^{2}{\frac {{\frac {k}{16}}+{\frac {1}{16}}}{2^{4k}}}}
con el último (comentarios en (sucesión A013709 en OEIS) encontrado mediante el uso de una combinación lineal de partes superiores de las series de Wallis-Lambert para 4/Pi y de Euler para el perímetro de una elipse.
Usando la definición de los números Catalan con la función gamma, el primero y el último, por ejemplo, dan las identidades
{\displaystyle {\frac {1}{4}}=\sum _{k=0}^{\infty }{\left({\frac {\Gamma ({\frac {1}{2}}+k)}{\Gamma (2+k)}}\right)}^{2}\left(4zk-(4n-3)z+2^{4(n-2)+2}\right)\quad (z\in \mathbb {Z} ,n\geq 2,n\in \mathbb {N} )}
{\displaystyle 4=\sum _{k=0}^{\infty }{\left({\frac {\Gamma ({\frac {1}{2}}+k)}{\Gamma (2+k)}}\right)}^{2}(k+1)} .
El último también es equivalente a
{\displaystyle {\frac {1}{\pi }}={\frac {1}{4}}\sum _{k=0}^{\infty }{\frac {{\binom {2k}{k}}^{2}}{k+1}}\,{\frac {1}{2^{4k}}}}
y está relacionado con el hecho de que
{\displaystyle \pi =\lim _{k\rightarrow \infty }{\frac {2^{4k}}{k{2k \choose k}^{2}}}}
que es consecuencia de la aproximación de Stirling.